# Mullendorf
Mullendorf (lb. Mëlleref, niem. Müllendorf) – wieś (Uertschaft) w południowym Luksemburgu, w kantonie Luksemburg, w gminie Steinsel. Do 3 października 2015 miejscowość leżała w dystrykcie Luksemburg. Liczy 1206 mieszkańców (1 stycznia 2023). 